# Trung Mầu
Trung Mầu là một xã (Cũ) thuộc huyện Gia Lâm, thành phố Hà Nội, Việt Nam.

## Địa lý
Xã Trung Mầu nằm ở phía đông bắc huyện Gia Lâm, có vị trí địa lý:
- Phía đông giáp xã Lệ Chi
- Phía tây và phía nam giáp xã Phù Đổng
- Phía bắc giáp tỉnh Bắc Ninh.

Xã Trung Mầu có diện tích 4,30 km², dân số năm 2022 là 6.325 người, mật độ dân số đạt 1.470 người/km².

## Hành chính
Xã Trung Mầu được chia thành 4 thôn: 1, 2, 3, Thịnh Liên.

## Lịch sử
Trước đây, Trung Mầu là một xã thuộc tổng Dũng Vi, huyện Tiên Du, trấn Kinh Bắc. Lúc bấy giờ, được chia thành xã Thịnh Lân và xã Trung Mâu.
Đầu thế kỷ XX, đổi tên xã Thịnh Lân thành xã Thịnh Liên và đổi tên xã Trung Mâu thành xã Trung Mầu.
Trong kháng chiến chống Pháp, nằm trong xã Toàn Thắng của huyện Gia Lâm.
Năm 1946, sáp nhập 2 xã Thịnh Liên và Trung Mầu 
thành xã Trung Hưng thuộc huyện Tiên Du, tỉnh Bắc Ninh.
Giữa năm 1956, làng Trung Mầu và làng Thịnh Liên tách khỏi xã Toàn Thắng để lập thành xã Trung Hưng thuộc huyện Tiên Du, tỉnh Bắc Ninh.
Ngày 20 tháng 4 năm 1961, Quốc hội ban hành Nghị quyết về việc sáp nhập xã Trung Hưng vào thành phố Hà Nội quản lý.
Ngày 31 tháng 5 năm 1961, Hội đồng Chính phủ ban hành 78-CP. Theo đó, xã Trung Hưng thuộc huyện Gia Lâm, thành phố Hà Nội quản lý.
Năm 1964, đổi tên xã Trung Hưng thành xã Trung Mầu.
Ngày 9 tháng 12 năm 2020, HĐND TP. Hà Nội ban hành Nghị quyết số 30/NQ-HĐND về việc:
- Sáp nhập Thôn 3 vào thôn 2.
- Thành lập Thôn 3 trên cơ sở Thôn 4 và Thôn 5.

## Kinh tế
Trung Màu là một xã thuần nông xa trung tâm huyện. Kinh tế phụ thuộc chủ yếu vào nông nghiệp như trồng lúa, trồng màu, chăn nuôi bò, lợn, gà. Nhóm dịch vụ, thương mại, tiểu thủ công nghiệp chưa phát triển.
Những năm qua, Trung Mầu đã thực hiện quyết liệt việc chuyển đổi cơ cấu kinh tế, phát triển trồng trọt chăn nuôi và các ngành nghề phụ như: Trồng cây cảnh, chăn nuôi bò sữa, dâu tằm,... Nhiều mô kinh kinh tế mới đã và đang được hình thành và từng bước được nhân rộng. Năm 2000, Trung Mầu được phong tặng danh hiệu "Đơn vị anh hùng lực lượng vũ trang nhân dân" thời kỳ chống Pháp.

## Văn hóa

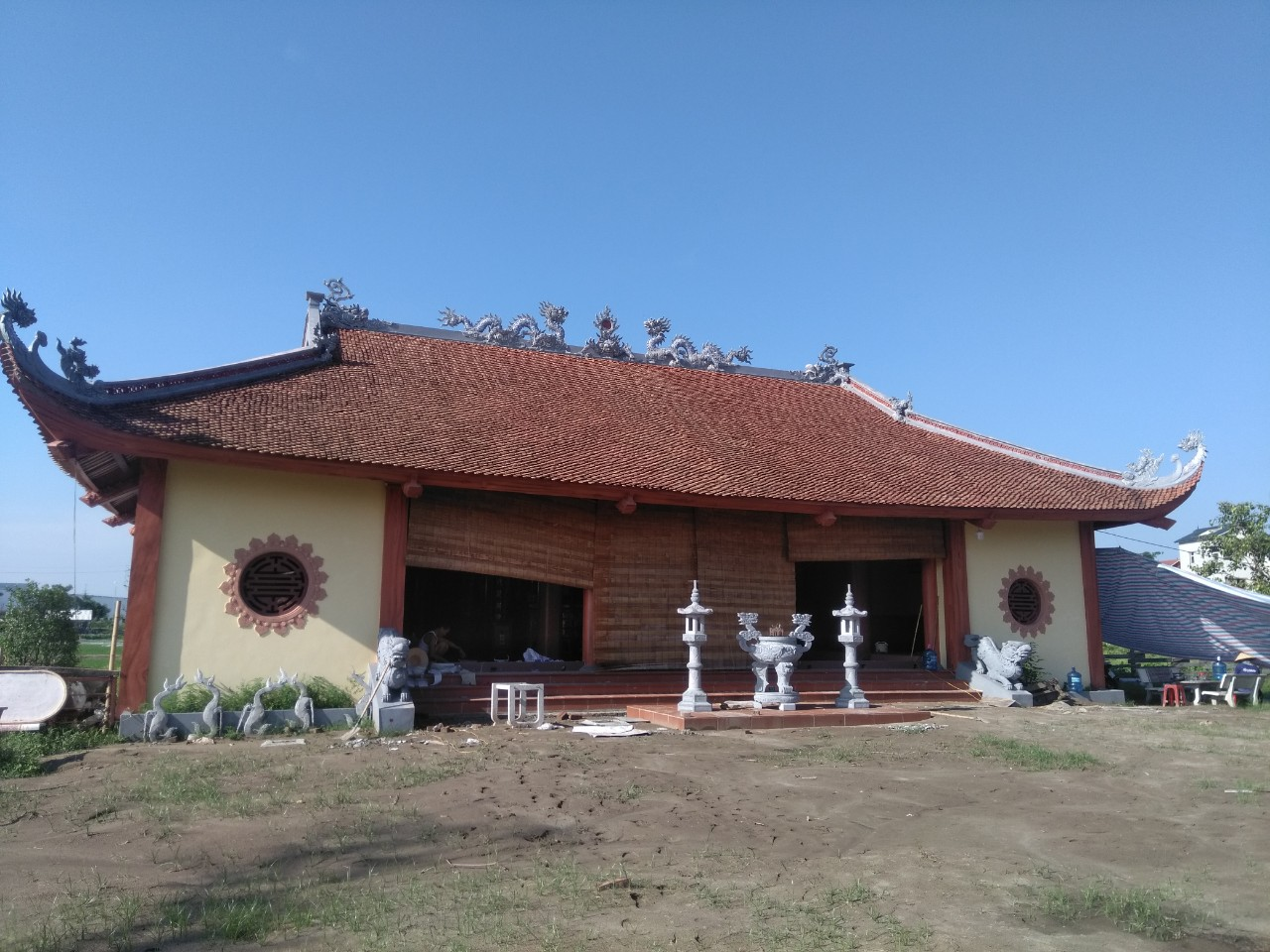
Đình Thịnh Liên thờ 3 vị tướng thời Đinh có công dẹp loạn và lập ra làng Trung Mầu xưa

### Di tích
Xã Trung Mầu gồm hai làng Trung Mầu và làng Thịnh Liên với 5 di tích lịch sử văn hóa. Làng Trung Mầu xưa có một đình, một nghè, hai chùa (một gọi là Chùa Đô, một gọi là chùa Mới nay xây nhà truyền thống của xã). Làng Thịnh Liên xưa có hai đình hai chùa. Năm 2017, cả 2 làng đều phục dựng lại các ngôi đình với tên gọi là đình Trung Mầu và đình Thịnh Liên. Theo sắc phong còn để lại cả hai làng Trung Mầu và Thịnh Liên đều thờ ba vị tướng: Cao Chương Đại Vương, Cao Gia Đại Vương, Tòng Chinh Đại Vương thời nhà Đinh. Các vị tướng nhà Đinh này đều là nhân vật cụ thể có công đánh dẹp 12 sứ quân và Chiêm Thành giữ nước thuộc địa phận hai làng được nhà vua phong tướng sắc. Riêng làng Thịnh Liên vì đại bộ phận là dân chài còn thờ thêm vị thần: "Hán Giang Thủy Tộc Long Vương".
Theo cuốn lịch sử các làng ở thủ đô Hà Nội, Trung Mầu có tên nôm là làng Miêu, một làng xưa thờ quốc sư triều Lý Nguyễn Minh Không (tức Lý Quốc Sư) tại Chùa Đô. Vì có chiến tích đối với quốc gia, nhà sư đó còn được vua đưa về tưởng niệm tại Kinh đô Thăng Long. Hiện nay có đền thờ ở phố Lý Quốc Sư quận Hoàn Kiếm nội thành Hà Nội và ở chùa Bái Đính, Ninh Bình trên quê hương ông.

## Giao thông
Các tuyến, hệ thống giao thông đi qua xã Trung Mầu:
- Đường Dốc Lã - Trung Mầu: nối với Quốc lộ 1 cũ đi qua 4 xã của huyện Gia Lâm: Yên Thường, Ninh Hiệp, Phù Đổng, Trung Mầu
- Đường đê tả Đuống: nối với quốc lộ 1, đê Tiên Du,...
- Đường sông: xã nằm bên bờ tả ngạn sông Đuống
- Hệ thống xe buýt: 42.